# Niger
Il Niger (AFI: /ˈniʤer/; pronuncia francese [niʒɛʁ]), ufficialmente Repubblica del Niger (in hausa Jamhuriyar Nijar) è uno Stato senza sbocco al mare dell'Africa occidentale. Confina a nord con l'Algeria e la Libia, a est con il Ciad, a sud con la Nigeria e il Benin e a ovest con il Burkina Faso e il Mali.
Deve il suo nome al fiume Niger che l'attraversa. La capitale è Niamey, a sud-ovest del Paese. Gli abitanti prendono il nome di nigerini.

## Storia
Il sito di Gobero, sulle rive di un paleolago scomparso nella parte occidentale del deserto del Ténéré, testimonia la storia del popolamento del Sahara durante le fasi umide dell'Olocene. Il sito presenta due fasi di occupazione:
- la prima, datata tra il 7700 e il 6200 a.C., è riferita ad una popolazione di cacciatori/pescatori e raccoglitori, affini ai tipi umani iberomaurusiani e capsiani del Maghreb e a quelli mechtoidi del Mali e della Mauritania, i quali abitavano in insediamenti stabili e utilizzavano recipienti in ceramica, con manufatti riferibili alla cultura kiffiana (dal sito di Adrar-n-Kiffi, presso Adrar Bous, a circa 500 km a nord);
- la seconda, datata tra il 5200 e il 2500 a.C., legata ad una rioccupazione da parte di una diversa popolazione di pastori sedentari, apparentemente privi di rapporti con le altre popolazioni sahariane contemporanee, che integravano la dieta con la caccia, la pesca e la raccolta di molluschi, appartenevano alla cultura tenereana e seppellivano i morti in forme ritualizzate.

Fra il X e il XIX secolo in Niger ci fu un forte regno chiamato Hausa, che controllava le rotte delle carovane che attraversavano il Sahara e dominava la regione fertile del sud del territorio. L'apogeo di questa cultura iniziò nel XV secolo, per cominciare a decadere con la conquista europea del Niger nel XVIII secolo. Tra questi regni, quello di Samory Turé fu uno degli ultimi ad arrendersi.
La colonizzazione francese si completò nel XIX secolo, quando l'attuale territorio del Niger venne a far parte dell'Africa Occidentale Francese fino al 3 agosto 1960 (data dell'indipendenza).
Il Niger divenne una repubblica presidenziale. Dal 1999 lo Stato si è dotato di una nuova costituzione, varata a luglio 1999. I governi si sono alternati fra dittature militari e governi di transizione. Il parlamento è stato sciolto più volte dopo colpi di Stato a breve tempo uno dall'altro.
Il 18 febbraio 2010 un colpo di Stato ha rovesciato il capo di Stato Mamadou Tandja.
Nell'aprile 2011 si sono svolte nuove elezioni, che hanno visto vincitore Mahamadou Issoufou, che è diventato nuovo Presidente del Niger col 58% delle preferenze. Le elezioni, al contrario di altre nel continente africano, non hanno portato particolari contestazioni e si sono svolte in maniera pacifica. Nel luglio 2011 è stato sventato un attentato contro il Presidente.
Il 26 luglio 2023, un secondo colpo di Stato in Niger è organizzato dalla guardia presidenziale contro il presidente della Repubblica Mohamed Bazoum, che viene arrestato dai militari, dando inizio ad un periodo di crisi politica ed economica.
Burkina Faso, Mali e Niger hanno annunciato la formazione di un'alleanza denominata Alleanza degli Stati del Sahel, che raggruppa i tre paesi per scopi militari, economici e di sicurezza.

## Geografia
Il Niger confina a nord con l'Algeria, a nord-est con la Libia, a est con il Ciad, a sud con la Nigeria, a sud-ovest con il Benin e il Burkina Faso e a ovest con il Mali.

### Morfologia
Il territorio occupa una porzione centro-meridionale del Sahara, tra l'Hoggar e il Tibesti, comprendendo, oltre all'altopiano del Djado, l'elevato massiccio cristallino e vulcanico dell'Aïr, con altezze che superano i 2 000 m. Quest'ultimo separa due vaste depressioni desertiche: il Ténéré ad est ed il Talak ad ovest, rispettivamente digradanti verso il bacino del lago Ciad e verso la valle del Niger. La sezione centro-meridionale del Paese è infine costituita da un'alternanza di brevi rilievi tabulari e depressioni, entrambi modellati in rocce sedimentarie di età mesozoica e terziaria.

### Idrografia

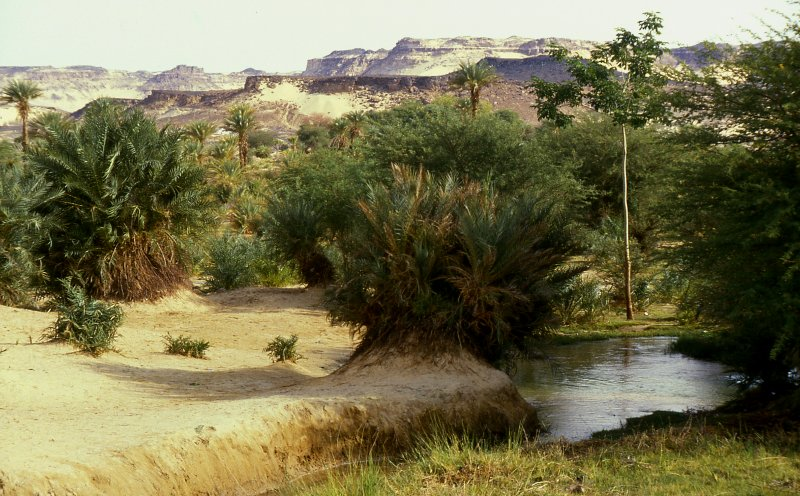
Oasi di Bilma

Prescindendo dalla breve porzione del lago Ciad che rientra nel territorio del Niger (estremità sud-orientale), il deflusso superficiale assume carattere permanente solo in corrispondenza del corso del fiume Niger che si sviluppa entro i confini nazionali all'estremità sud-occidentale per circa 500 km, solo in parte navigabili a causa delle rapide che ne interrompono il corso e che si susseguono fino a Say. A differenza di quelli di destra, gli affluenti di sinistra del Niger hanno carattere temporaneo, e sono quasi sempre asciutti (uidian). Anche il bacino endoreico del Ciad è attraversato da numerosi uidian, ad eccezione del Komadugu, immissario del lago, con acqua per circa 10 mesi all'anno. Il lago Ciad, situato al confine fra Niger, Ciad, Camerun e Nigeria, a una quota media di circa 282 metri, ha una superficie variabile nel corso dell'anno da circa 10 000 a oltre 25 000 km², a causa dell'intensa evaporazione. Suoi principali immissari sono lo Chari a sud e il Komadugu Yobe a ovest. La sua profondità è modestissima e varia da 1 a 6 metri, secondo la stagione.

### Clima
Situato immediatamente a sud del tropico del Cancro, il territorio del Niger, nella sua metà settentrionale, ha clima prevalentemente tropicale desertico, caratterizzato da notevoli escursioni termiche diurne (si può passare durante il giorno da valori di 38 °C a 10-12 °C di primo mattino) e dalla scarsità di precipitazioni: in certe zone del Sahara non piove per anni. La fascia sud-occidentale e meridionale è invece interessata dall'influsso dei venti alisei provenienti dal golfo di Guinea, con conseguenti precipitazioni per circa 600–800 mm medi annui (750 mm a Niamey), concentrate durante la stagione estiva, e da una diminuzione delle escursioni termiche annue. Dal Sahara soffia, soprattutto durante l'inverno, l'harmattan, vento asciutto e caldo.

### Flora e fauna
La flora e fauna del Niger riflettono la diversità ecologica di un paese situato nella fascia centrale del Sahel, caratterizzato da ambienti che spaziano dal deserto del Sahara a nord, alla savana arbustiva e alle pianure alluvionali a sud. L'estensione longitudinale e la varietà climatica e geologica del territorio nigerino ospitano un mosaico di ecosistemi che, pur sottoposti a forti pressioni antropiche e climatiche, conservano una notevole ricchezza biologica.

#### Ecoregioni e habitat
Il Niger è suddiviso in tre principali zone ecologiche: a nord, il deserto del Sahara, con vegetazione estremamente rada e piante adattate all'aridità estrema; al centro, la fascia saheliana, una zona di transizione semiarida caratterizzata da savane erbose punteggiate da acacie e baobab; a sud, la regione sudanese, più umida e fertile, con una maggiore copertura vegetale e diversità faunistica. La valle del Niger rappresenta un importante corridoio ecologico e habitat fluviale, ospitando specie vegetali e animali legate agli ambienti acquatici e palustri.

#### Flora
La vegetazione del Niger è fortemente influenzata dalla disponibilità idrica e dalla stagionalità delle piogge. Nel Sahara predominano arbusti xerofili, come Calotropis procera, Acacia tortilis, Leptadenia pyrotechnica e il caratteristico Salvadora persica. Nelle oasi si coltivano palme da dattero (Phoenix dactylifera) e alcune specie orticole. Nel Sahel crescono graminacee annuali come Cenchrus biflorus, e alberi resistenti alla siccità quali Faidherbia albida, Acacia senegal e Balanites aegyptiaca. Più a sud, in prossimità della frontiera con la Nigeria, si trovano boschetti di Vitellaria paradoxa (karité), Parkia biglobosa e altre essenze tipiche della savana sudanese.

#### Fauna
La fauna nigerina è quella tipica dell'Africa occidentale interna, ma ha subito un forte declino numerico e distributivo nel corso del XX secolo a causa della desertificazione, del bracconaggio e della pressione antropica.
In passato, il Niger ospitava numerose specie di grandi mammiferi, oggi in molti casi rarefatte o localmente estinte. Tra quelle ancora presenti si annoverano: l'addax (Addax nasomaculatus), gravemente minacciato, confinato in alcune aree del deserto; l'alcelafo (Alcelaphus buselaphus), presente in alcune zone protette del sud; la gazzella dorcade (Gazella dorcas) e la gazzella dama (Nanger dama), anch'esse minacciate; l'ammotrago (Ammotragus lervia), in ambienti montani aridi. Tra i carnivori sono presenti il lupo africano, il caracal, la iena striata e, raramente, il leone dell'Africa occidentale (Panthera leo leo) nel Parco nazionale W. Anche il leopardo è segnalato, ma raro.
Il Niger si trova lungo le rotte migratorie dell'avifauna paleartica, ed è quindi importante sia per le specie residenti che per quelle migratorie. Le zone umide, come le rive del fiume Niger e il Parco W, ospitano numerosi uccelli acquatici, tra cui aironi, cicogne, pellicani e diverse specie di anatre. Tra gli uccelli tipici del Sahel si ricordano l'allodola capinera (Eremopterix nigriceps), il corvo coda a ventaglio (Corvus rhipidurus) e numerosi passeriformi granivori, oltre ai notturni come il gufo reale africano (Bubo africanus).
I rettili del paese comprendono numerose lucertole (tra cui il varano del deserto), gechi, serpenti (come il cobra egiziano e la ceraste cornuta) e testuggini terrestri. Gli anfibi sono limitati alle aree meridionali e umide, come le rane dei generi Ptychadena e Amietophrynus.
Nel fiume Niger vivono oltre 150 specie di pesci d'acqua dolce, tra cui tilapie, pesci gatto e caracidi. Alcune di queste specie sono di fondamentale importanza per la pesca artigianale e la sussistenza delle comunità fluviali.

#### Aree protette
Il Niger ha istituito diverse aree naturali protette, tra cui: il Parco nazionale W del Niger, riconosciuto Patrimonio dell'umanità dall'UNESCO, condiviso con Benin e Burkina Faso; la Riserva naturale dell'Aïr e Ténéré, una delle più vaste aree protette del Sahara; la zona Ramsar del complesso Dosso–Djermakoy, lungo il fiume Niger. Queste aree tutelano non solo le specie rare e minacciate, ma anche interi ecosistemi saheliani e sahariani.

#### Conservazione
La biodiversità del Niger è sottoposta a gravi minacce, tra cui la siccità ricorrente, l'avanzamento del deserto, la deforestazione, la caccia illegale e l'espansione agricola. Organizzazioni nazionali e internazionali collaborano per promuovere la conservazione ambientale, il ripristino ecologico e la sensibilizzazione delle comunità locali.

## Società

### Demografia

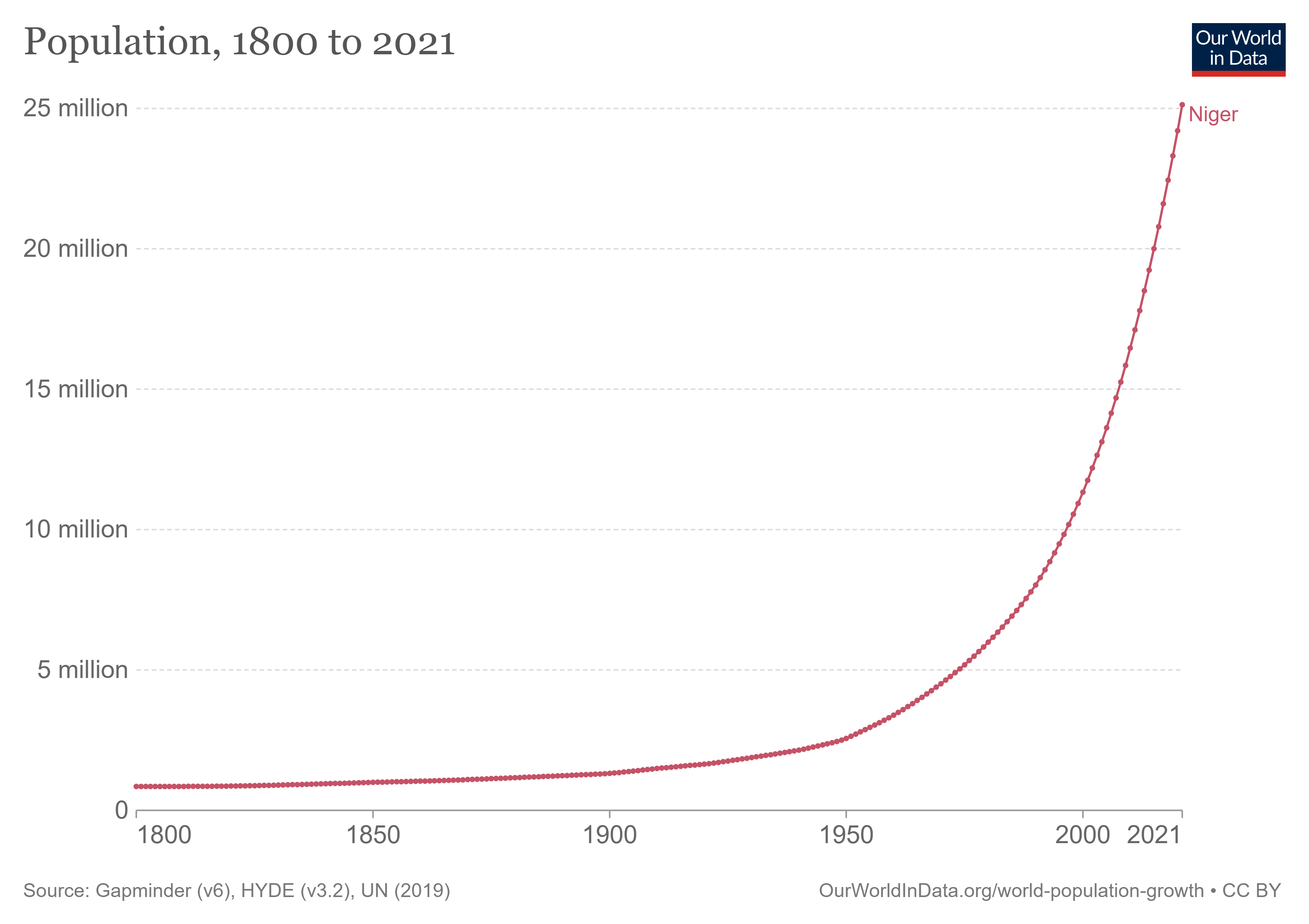
Crescita demografica in Niger dal 1800 al 2021

La mortalità infantile è molto alta come nei paesi confinanti. Inoltre, la mortalità dei bambini di età compresa fra uno e quattro anni è eccezionalmente elevata (248 su 1 000) ed è dovuta all'alimentazione povera e alle precarie condizioni igieniche. Ciò nonostante, il tasso di fecondità molto alto (7,2) fa sì che quasi la metà (49%) degli abitanti del Niger abbia meno di 15 anni di età. La popolazione del Niger è destinata a raddoppiare entro il 2040.
Il tasso di alfabetizzazione nella fascia 15-24 anni nel 2019 era del 39,7% (48.5% per gli uomini, 31,6% per le donne). La popolazione anziana (65+) presenta invece un tasso di alfabetizzazione molto più basso, pari al 13,7% (19,8% gli uomini e 7,3% donne).
Un mezzo di diffusione della cultura è rappresentato dalle scuole coraniche.

### Etnie
Le etnie del Niger sono:
- Hausa, agricoltori stanziali, insediati fra Dallol Mauri e Zinder, vivono nel Centro e nell'Est; sono presenti anche nella Nigeria settentrionale;
- Djerma-Songhai, agricoltori stanziali, insediati a ovest; sono presenti anche in alcune aree del Mali; includono i Wogo e i Kurtei;
- Tuareg, Tebu e Arabi, allevatori nomadi, insediati a Nord e Nord-est;
- Kanuri e Buduma, allevatori semi-nomadi, insediati all'estremità orientale, ai confini con il Ciad;
- Peul o Fulani, allevatori semi-nomadi, disseminati su tutto il territorio.

Gli Hausa e i Djerma-Songhai rappresentano i due gruppi etnici più diffusi nel paese e insieme formano i 3/4 della popolazione. Anche i Gourmantché sono stanziali, dediti all'agricoltura e vivono nelle regioni meridionali, le più fertili del Niger. A causa della vertiginosa crescita demografica e della conseguente competizione per le scarse risorse naturali disponibili, negli anni recenti si sono registrati alcuni scontri fra le tribù di agricoltori e quelle di allevatori.

### Religione
La maggioranza della popolazione del Niger è di religione musulmana di professione sunnita (più del 93%). Le minoranze, concentrate nella regione di Dosso, praticano credenze animiste oppure sono cristiane. La coabitazione fra le tre fedi è nel complesso pacifica.

### Lingue
La lingua ufficiale del Niger dal 2025 è l'hausa, che sostituisce il francese lingua ufficiale sin dal periodo colonialismo.
Nel testo costituzionale in vigore dal 2025, oltre all'hausa, sono citate altre 11 lingue:
- hausa (56%), afro-asiatica, parlata in Africa centrale e occidentale; è compresa dall'85% degli abitanti ed è quindi la più utilizzata, soprattutto per il commercio;
- djerma o zarma (22%), nilo-sahariana, fa parte del gruppo songhai;
- tuareg (8%), berbera;
- arabo (1%), afro-asiatica;
- gourmantché (<1%);
- tebu o tubu (<1%).
- tamashe;
- fulfulde;
- tassawaq;
- buduma;
- songhai.

### Emigrazione
Nel 2015, l'Unione europea ha deciso di agire in modo più significativo per fermare i migranti dal sud. Riuniti nella capitale maltese, i rappresentanti dei Paesi membri hanno immaginato come implementare la loro lotta contro l'immigrazione, con l'aiuto di alcuni Stati africani. In cambio di alcune centinaia di milioni di euro di aiuti economici, le autorità nigerine hanno accettato di rendere illegale l'attraversamento dei migranti.
Da allora, chiunque permetta a un migrante di entrare o uscire illegalmente dal Paese in cambio di un beneficio finanziario o materiale è punito con una pena detentiva da cinque a dieci anni e una multa fino a 5 milioni di franchi CFA (circa 7 620 euro). Chiunque li aiuti durante il loro soggiorno senza beneficiarne - chi fornisce loro alloggio, cibo o vestiti - è passibile di due a cinque anni di prigione.
Un semplice sospetto può essere sufficiente per rimandare una persona nel sud del Paese, a volte dopo un breve soggiorno in prigione. Secondo il relatore speciale delle Nazioni Unite sui diritti umani dei migranti: "La mancanza di chiarezza nel testo e la sua attuazione repressiva - invece di cercare la protezione degli individui - ha portato alla criminalizzazione di tutte le migrazioni e ha spinto i migranti a nascondersi, rendendoli più vulnerabili agli abusi e alle violazioni dei diritti umani.

## Ordinamento dello Stato
Secondo la costituzione del dicembre 1992, riattivata per referendum nel luglio 1999, il Niger è una repubblica semipresidenziale e ammette il multipartitismo.
Il presidente, con funzioni di capo dello Stato e di capo del Governo, viene eletto a suffragio universale con un mandato di 5 anni, ripetibile una sola volta.
Il potere legislativo è esercitato da un'assemblea nazionale composta da 113 membri (in passato 83), eletti sempre a suffragio universale (105 in collegi uninominali e 8 dalle minoranze) e sempre ogni 5 anni. Nel 2009 essa fu cancellata, e il potere straordinario fu nelle mani del presidente Mamadou Tandja, rendendo di fatto il Paese una dittatura. Il 19 febbraio 2010, Tandja fu deposto a seguito di un golpe militare.
L'ordinamento del potere giudiziario si basa sul modello francese, ma comprende anche usi consuetudinari del Niger.

### Suddivisione amministrativa

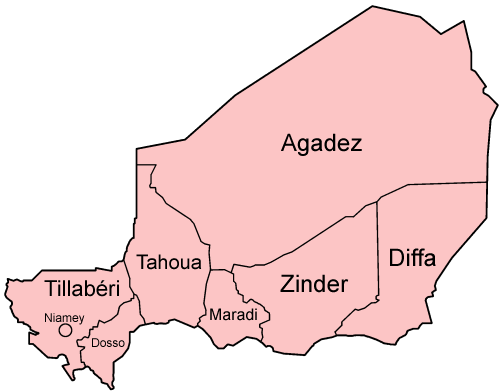
Regioni del Niger

Il Niger è suddiviso in 8 regioni, tra cui quella della capitale, Niamey, 36 dipartimenti e 129 comuni. Le regioni sono differenziate per condizioni climatiche e di vita della popolazione.

### Città principali

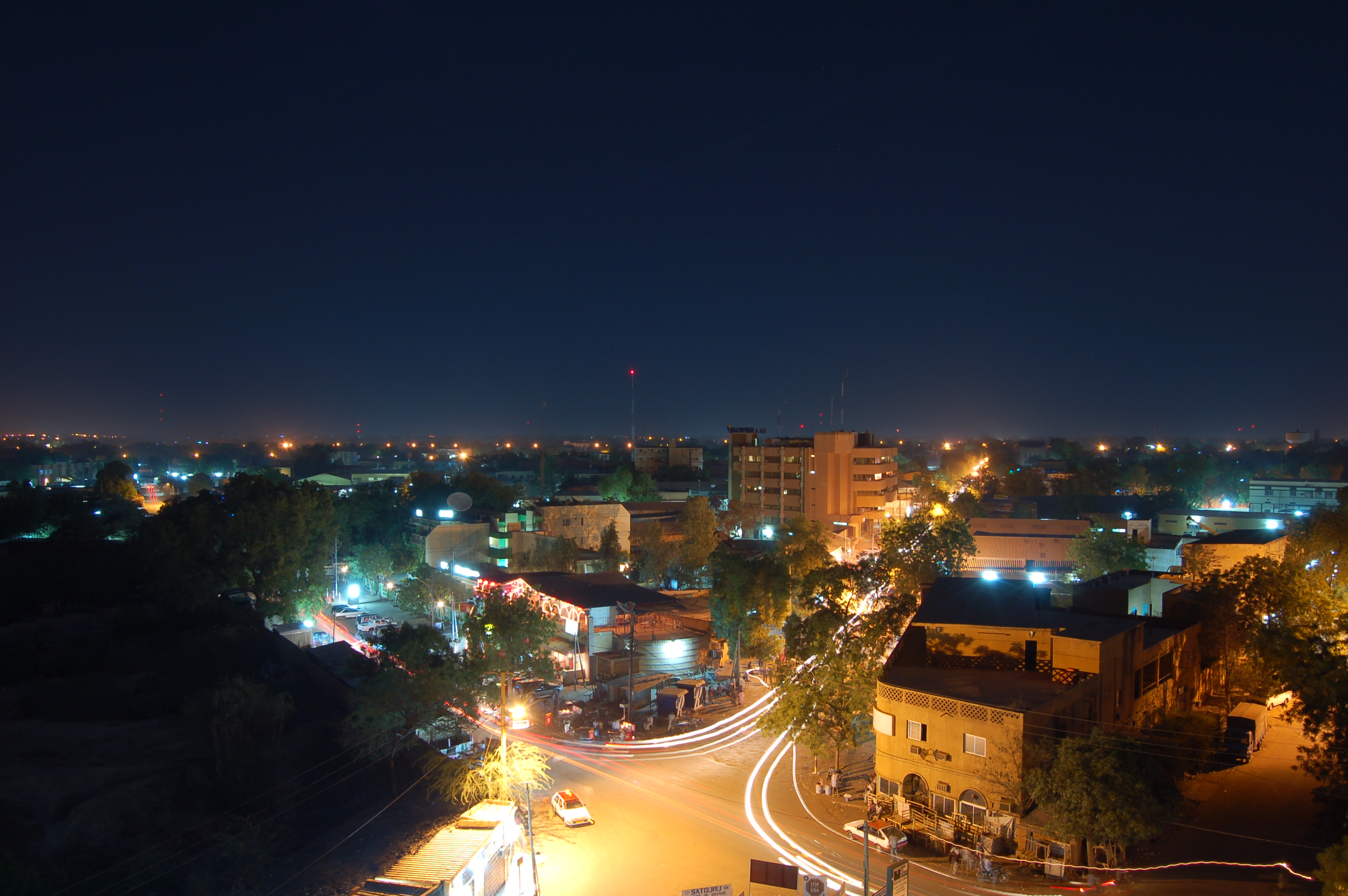
Veduta notturna della capitale Niamey

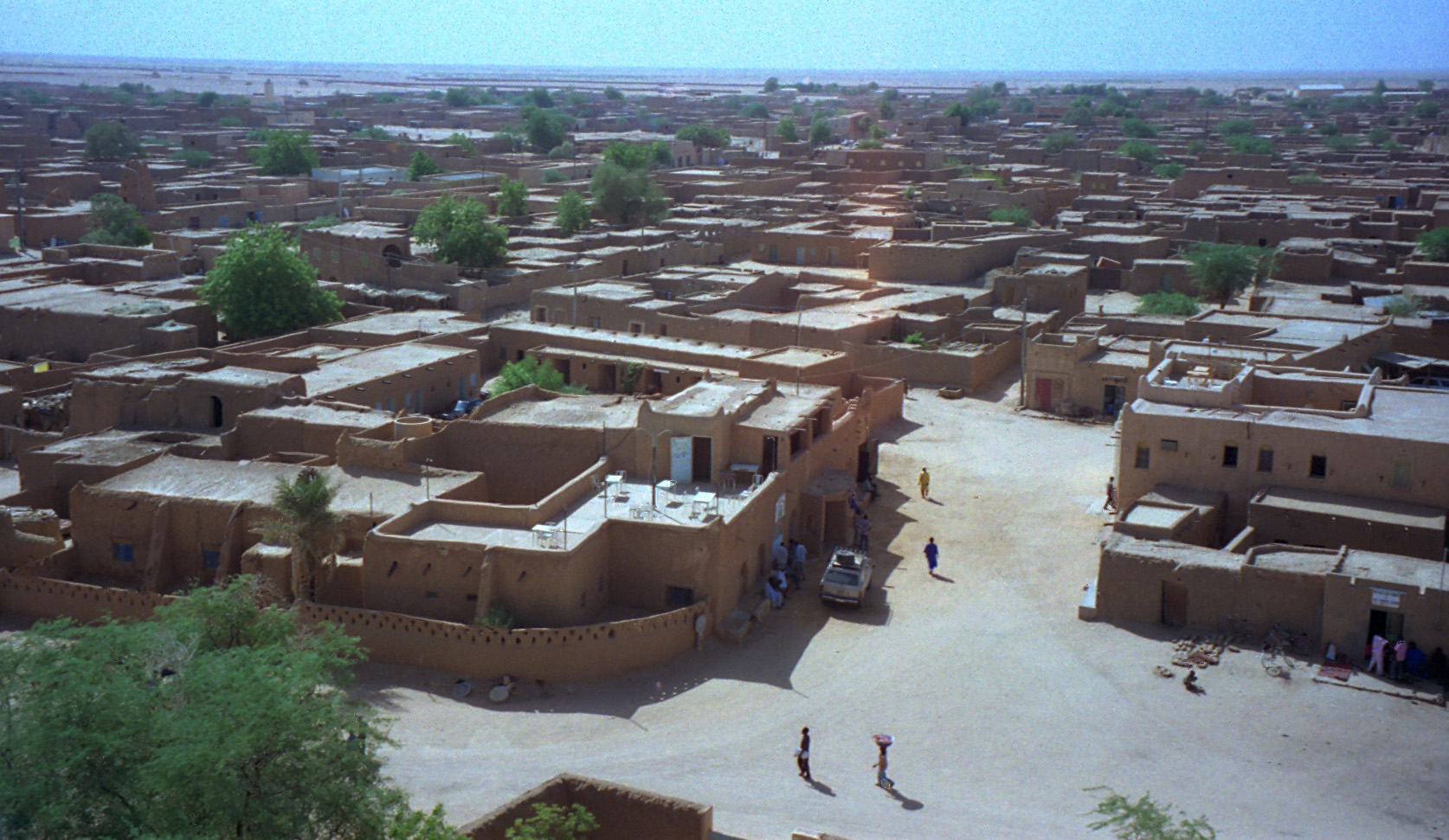
Veduta di Agadez del 1997

Le principali città dello Stato sono:
| Città          | Regioni   | Popolazione 2001 | Posizione               |
| Niamey         | Niamey    | 1 004 000        | 13.516667°N 2.116667°E  |
| Zinder         | Zinder    | 214 945          | 13.8°N 8.983333°E       |
| Maradi         | Maradi    | 148 017          | 13.491667°N 7.096389°E  |
| Tahoua         | Tahoua    | 88 761           | 14.890278°N 5.267778°E  |
| Agadez         | Agadez    | 79 228           | 16.973889°N 7.990833°E  |
| Arlit          | Agadez    | 69 435           | 18.7325°N 7.368056°E    |
| Birni N'Konni  | Tahoua    | 103 259          | 13.8°N 5.25°E           |
| Dosso          | Dosso     | 91 561           | 13.044444°N 3.194722°E  |
| Tessaoua       | Maradi    | 119 506          | 13.753333°N 7.986389°E  |
| Dogondoutchi   | Dosso     | 29 244           | 13.646111°N 4.028889°E  |
| Gaya           | Dosso     | 28 385           | 11.887778°N 3.446667°E  |
| Diffa          | Diffa     | 23 409           | 13.315556°N 12.608889°E |
| Madaoua        | Tahoua    | 22 175           | 14.1°N 6.433333°E       |
| Téra           | Tillabéri | 19 508           | 14.010556°N 0.753056°E  |
| Miria          | Zinder    | 19 161           | 13.714167°N 9.150556°E  |
| Dakoro         | Maradi    | 18 875           | 13.816667°N 6.416667°E  |
| Matameye       | Zinder    | 17 930           | 13.423889°N 8.477778°E  |
| Magaria        | Zinder    | 17 776           | 14.566667°N 8.733333°E  |
| Tillabéri      | Tillabéri | 16 683           | 14.206146°N 1.453457°E  |
| N'guigmi       | Diffa     | 15 922           | 14.252778°N 13.110833°E |
| Illéla         | Tahoua    | 15 805           | 14.461667°N 5.2475°E    |
| Tanout         | Zinder    | 15 779           | 14.970278°N 8.891667°E  |
| Goure          | Zinder    | 13 422           | 13.986944°N 10.27°E     |
| Abalak         | Tahoua    | 12 764           | 15.452222°N 6.278333°E  |
| Filingue       | Tillabéri | 11 661           | 14.35°N 3.316667°E      |
| Aguie          | Maradi    | 11 475           | 13.508056°N 7.777222°E  |
| Birni N'Gaouré | Dosso     | 10 775           | 13.087778°N 2.916944°E  |
| Guidan Roumdji | Maradi    | 10 744           | 13.85°N 6.966667°E      |
| Kollo          | Tillabéri | 10 533           | 13.308611°N 2.330833°E  |
| Say            | Tillabéri | 10 502           | 13.108056°N 2.359722°E  |
| Maine-Soroa    | Diffa     | 10 176           | 13.217778°N 12.026667°E |
| Tchirozerine   | Agadez    | 10 032           | 17.260278°N 7.750833°E  |

### Istituzioni

#### Ordinamento scolastico
A causa della disastrosa situazione finanziaria e sociopolitica del Paese, i finanziamenti alla scuola pubblica, a partire dagli anni 2000, sono stati ridotti. Di conseguenza buona parte della popolazione, in particolare nelle zone rurali, è esclusa dalla possibilità di usufruire del sistema scolastico.
Il tasso di alfabetizzazione del Niger è tra i più bassi del mondo; nel 2005 era stimato al 28,7%. Nel 2001 il tasso di scolarizzazione era di appena il 37% (9,6% per le femmine). In ambito universitario l'Università Abdou Moumouni è stata creata nel 1971.

#### Sistema sanitario
Le strutture sanitarie pubbliche sono di basso livello e carenti dal punto di vista igienico. Solo nella capitale Niamey esistono alcune strutture private di livello accettabile.
Nella parte meridionale del Paese è diffusa la malaria. Sono presenti anche malattie endemiche quali tifo, tubercolosi, meningite e morbillo. Nel 2010 si è diffusa un'epidemia di colera nelle zone agricole meridionali, con un migliaio di casi segnalati e numerosi decessi.
L'AIDS è diffuso, in particolare fra la popolazione giovanile delle città.

## Politica
Insieme ad altri otto Stati, il Niger è membro dell'Unione economica e monetaria ovest-africana (UEMOA - Union économique et monétaire ouest-africaine) e con essi condivide una banca centrale (BCEAO) e una moneta, il Franco CFA (Comunità Finanziaria Africana - Communauté Financière Africaine).
Il Niger è uno di quei paesi che nelle classifiche internazionali sullo sviluppo e la qualità della vita occupa da sempre le ultime posizioni: 189º su 189 paesi presenti nella lista dell'UNDP (United Nations Development Programme) con dati che nel 2019 sembrano appartenere ad un'altra epoca storica: aspettativa di vita a 60 anni, nemmeno 6 anni di istruzione pro-capite, un tasso altissimo di lavoro minorile con picchi anche per i bambini sotto i 10 anni, una popolazione di quasi 22 milioni di persone di cui il 74% in povertà.
Nonostante il quadro drammatico che ne esce fuori, il Niger è diventato paese d'accoglienza per le migliaia di migranti che dall'Africa subsahariana hanno tentato in questi anni di raggiungere Libia e Algeria, trasformandosi in una delle nazioni più ospitali dell'intero Sahel, attualmente tra le regioni più povere al mondo e tra le più colpite da crisi umanitarie a causa della minaccia terroristica. Come attestato dal Global Terrorism Index, il Niger è stato sempre più spesso protagonista di attacchi terroristici di matrice islamica che hanno causato migrazioni forzate dai paesi confinanti, ma anche forti instabilità per la popolazione di alcune aree del paese: essi si aggiungono alla precarietà delle istituzioni, che - a partire dall'indipendenza dalla Francia - hanno registrato almeno sei colpi di Stato (1974, 1996, 1999, 2010, 2021, 2023) coronati da successo.
Dal luglio 2023 ci sono due presidenti della repubblica nigerina: Abdourahamane Tchiani che è anche leader del Consiglio Nazionale per la Salvaguardia della Patria (Conseil national pour la sauvegarde de la patrie, CNSP) e Hassoumi Massaoudou il presidente ad interim.

## Economia

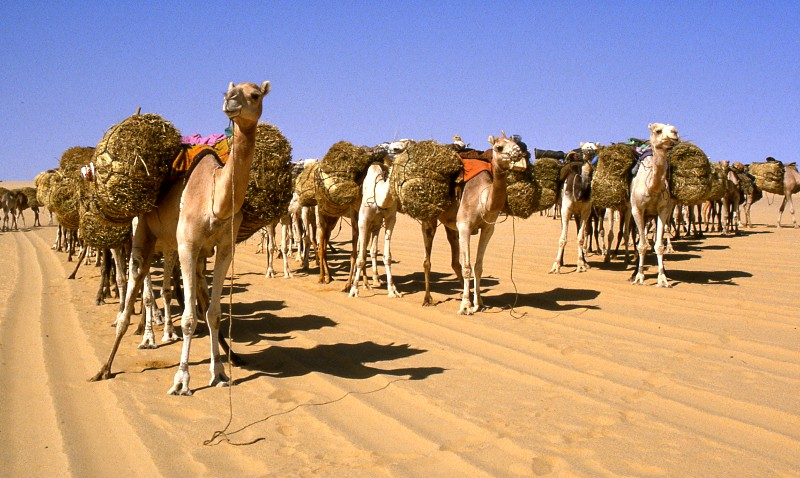
Carovana nei pressi dell'oasi di Bilma

L'economia del Niger è una delle più povere fra quelle degli Stati che fanno parte del "terzo mondo" ed è basata sulla pastorizia e sull'agricoltura; a queste si sta affiancando l'industria mineraria e in particolare l'estrazione e l'esportazione dell'uranio. Al 2021, il Niger rappresentava il maggior fornitore di uranio per i paesi dell'Unione europea, fornendo in particolare il 15% del fabbisogno di uranio della Francia.
Il Nord del Niger, costituito dall'altopiano di Djado e da parte del deserto del Ténéré, è abitato da comunità nomadi che praticano la pastorizia. A sud e ad ovest, dove ci sono maggiori precipitazioni, la popolazione è sedentaria e dedita alla coltivazione di cereali. Poche sono le foreste, che si trovano esclusivamente nel Sud del paese.
Fra le principali risorse minerarie del paese si trovano l'uranio, il carbone, il ferro, i fosfati, l'oro e il petrolio. L'industria è ancora agli inizi; attività prevalenti sono quella mineraria e quella manifatturiera. Il Niger è il quinto paese al mondo per l'estrazione dell'uranio (circa 3 243 tonnellate l'anno), ad opera della multinazionale francese Areva.
La moneta del Niger è il franco CFA, che nel 2005 aveva una parità con il dollaro statunitense di 525,85.
Il suo PIL a parità di potere d'acquisto è di 807 dollari pro capite (2012), uno dei più bassi del mondo, mentre l'inflazione è del 3% annuale (2002). Il Niger ha un debito pubblico estero di 1 600 milioni di dollari (2002).

### Agricoltura e allevamento
Dei 127 milioni di ettari di superficie territoriale, il deserto del Sahara costituisce il 74%, il resto ricade nel Sahel: il 18% nella zona sahariano-saheliana e saheliana tipica, con pluviometria annuale compresa tra 200 e 400 mm e il 7% nella zona sahelo-sudanese, con pluviometria annuale tra 400 e 600 mm. Appena l'1% si trova nella sottostante fascia sudanese. Del totale, 15 milioni di ettari sono coltivabili e 4,4 milioni coltivati; i pascoli occupano 29 milioni di ettari e le foreste coprono l'1% del territorio.
Sono attive nel paese 1,6 milioni di aziende, per la maggior parte di famiglie coltivatrici; l'85% della produzione è destinato all'autoconsumo. I cereali asciutti (miglio, sorgo, mais e fonio) rappresentano il grosso della produzione, le colture commerciali principali, anch'esse coltivate in seccagno, sono il fagiolo dell'occhio, l'arachide e il sesamo. L'irrigazione si pratica su centomila ettari circa lungo il fiume Niger e nelle oasi per la produzione di riso, grano, ortaggi e frutta.
Oltre un milione di persone lavorano a tempo pieno nell'allevamento, che è praticato in forma estensiva soprattutto nelle zone pastorali settentrionali e riguarda principalmente i piccoli ruminanti (24,2 milioni di capi) e i cammelli (1,7 milioni di capi), capaci di resistere meglio dei bovini (10,1 milioni di capi) alle difficili condizioni ambientali.

### Pesca
L'attività alieutica, praticata nel lago Ciad e nel fiume Niger, fornisce 53 000 tonnellate circa (2011) di prodotto destinato al consumo locale e regionale.

### Produzione, commercio e sicurezza alimentare
Il prodotto interno lordo (PIL) per abitante si aggira sugli 800 dollari all'anno con una partecipazione del settore agricolo del 39,6% nel 2012. Nello stesso anno, il settore impiega l'82% della popolazione attiva, con il 37% di lavoro femminile. Importatore di prodotti alimentari di base quali oli, latte in polvere, farine, zucchero e cereali, il Paese esporta cipolle e fagioli secchi.
Il 13,9% della popolazione è malnutrita; il 59,5% vive sotto la soglia della povertà (nel 2008) che colpisce in particolare la popolazione rurale (63,9%).

## Ambiente
La vegetazione è strettamente legata al clima e varia da sud a nord, includendo la savana che via via trapassa alla prateria, sponda (sahel) del deserto secondo la definizione araba. La savana, che rappresenta la degradazione delle antiche foreste per effetto dei grandi mutamenti climatici che hanno inaridito il Sahara ed estesamente impoverita anche dagli incendi provocati dagli indigeni, presenta alberi radi frammisti ad arbusti. Tra le piante predominano le acacie, le tamerici, l'albero del burro. La zona saheliana, che costituisce la parte più importante del territorio del Niger, offre l'aspetto di una formazione steppica con il suolo coperto dalle corte graminacee del tipo cram-cram, e punteggiata da arbusti a fogliame ridotto adatti alla lotta contro l'evaporazione e la traspirazione (uno dei più diffusi è il teborak). Verso nord gli arbusti spariscono e nel deserto non resta che una vegetazione occasionale dopo le rare piogge; nelle oasi è consentita la vita alle palme dattilifere.
Vasto e poco popolato, il Niger è un Paese ricco di specie animali allo stato selvaggio. Numerose specie animali che durante la fase umida del Sahara popolavano le zone settentrionali del Paese (come è testimoniato dalle belle raffigurazioni rupestri dell'Adrar des Iforas e dell'Aïr) si sono spostate verso sud e nelle zone desertiche sono rimaste le specie meglio adatte all'habitat sahariano: una grande varietà di antilopi e gazzelle, mufloni, ecc. Nelle zone pre-desertiche, a questa fauna si aggiungono scimmie, ghepardi, iene, leoni che si ritrovano anche nel sahel, dove però prevalgono gli animali domestici (zebù, cavalli, asini, capre e montoni).
Le specie della savana del Niger sono rappresentate dalla ricca e varia fauna del parco nazionale W al confine con il Benin, una delle più ricche zone faunistiche dell'Africa occidentale e una delle più battute da turisti e cacciatori. Oltre agli uccelli che stazionano lungo il fiume Niger (ibis, cormorani, pellicani, anitre, aironi, ecc.) si trovano pressoché tutti i mammiferi tipici delle savane africane: le grandi antilopi, i bufali, i leoni, gli elefanti, gli ippopotami, i facoceri.

## Trasporti

### Ferrovie
- totale: 0 km
- scartamento ridotto: 0 km, 1 067 mm

È in costruzione dal 2014 la ferrovia Cotonou-Niamey assieme al Benin. Il capolinea di Niamey è stato aperto nel 2014, ma la ferrovia è stata costruita fino a Parakou (Benin); mentre il tratto nigerino è lungo 140 km.

## Cultura

### Patrimoni dell'umanità
Alcuni siti del Niger sono stati iscritti nella Lista dei patrimoni dell'umanità dell'UNESCO.

### Musica
La musica del Niger, come tutte le altre forme di espressione culturale, è caratterizzata dalla mescolanza di influssi provenienti dalle diverse componenti etniche del paese, tutte fortemente influenzate dalla cultura francese. Forse la più nota forma di espressione musicale del Niger è il Tuareg Blues, sviluppatosi negli anni 1990 durante l'insurrezione dei tuareg. Per il genere Blues rock e World music da ricordare il cantautore Bombino.

### Cinema
In ambito cinematografico si sono distinti registi come Oumarou Ganda, anche attore, e Sani Elhadj Magori, autore del film documentario Koukan Kourcia ou le cri de la torturelle (2010), presentato e premiato al Festival del cinema africano, d'Asia e America Latina di Milano 2011.

### Produzione letteraria
In campo letterario si può ricordare la figura dello scrittore e filosofo Boubou Hama.

## Sport

### Olimpiadi
Il Niger ha partecipato alle competizioni olimpiche dal 1964, con l'eccezione delle edizioni del 1976 e 1980. Ha vinto due medaglie: un bronzo nel 1972 grazie a Issaka Daborg, che ha conquistato il terzo gradino del podio nel pugilato. La seconda l'ha conquistata alle Olimpiadi del 2016, grazie a Issoufou Alfaga Abdoulrazak, che si è aggiudicato un argento nel taekwondo.

### Calcio
Il Niger non si è mai qualificato per le fasi finali dei mondiali di calcio, né ha mai vinto alcuna competizione internazionale. Il miglior risultato si è registrato nel 1982 quando fu eliminato ai quarti della Coppa d'Africa dall'Algeria, che si sarebbe poi qualificata per la fase finale dei mondiali.

## Tradizioni

### Giochi
Il crur (o krur) è un gioco astratto della famiglia dei mancala giocato dalla popolazione hassaniyya. Il crur è generalmente concepito come gioco per bambini.

### Gastronomia
La cucina del Niger è abbastanza semplice, ricca di verdure, pesce delle zone intorno al fiume Niger e carne delle zone rurali del deserto. I piatti tipici sono il pesce alla griglia con una salsa aromatizzata con sesamo e datteri.

### Festività
- 18 dicembre: Fête de la République du Niger o Fête tournante du 18 décembre: Giorno della istituzione della Repubblica del Niger, nel 1958